# Phạm trù
Phạm trù là một trong những phương tiện nhận thức thế giới dùng trong nghiên cứu khoa học, đặc biệt là khoa học xã hội. Khái niệm phạm trù được xuất hiện trong quá trình hình thành triết học. Trong vô vàn những sự vật, hiện tượng, quá trình hỗn loạn của thế giới xung quanh. Con người cần tách riêng một tập hợp nào đó ra, tập trung sự chú ý, xác định những đặc điểm tiêu biểu của quy luật phát triển hiện vật, hiện tượng, xem xét quan hệ xung quanh thế giới quan. Như vậy phạm trù không đơn giản như là sự phân loại. Phân loại có được chỉ sau khi xác định được lý thuyết phạm trù.
Phạm trù của một nội dung nào đó bao gồm khái niệm tương đồng về nó. Khái niệm được xác định bởi định nghĩa chung nhất với những đặc điểm chung nhất. Nội dung xác định bởi toàn bộ những đặc điểm có thể có, quy luật phát triển của các đặc điểm, quan hệ đối với các điều khác trong ngoài thế giới. Định nghĩa nội dung của điều được xem xét tạo nên ranh giới nhất định của phạm trù tương ứng.
Phạm trù là thành phần kết cấu nên lý thuyết.

## Một số khái niệm khác về phạm trù
- Đó là khái niệm chung nhất có giới hạn, có khả năng hàm chứa nhiều nhất.
- Trong phép biện chứng logic đó là khái niệm phản ánh giai đoạn tuần tự sự hình thành điều cụ thể nguyên vẹn nào đó.
- Trong thuyết siêu hình đó là cách gọi của các dạng tồn tại khác nhau.
- Một trong các lĩnh vực trừu tượng nhất của toán học hiện đại là lý thuyết phạm trù sử dụng thuật ngữ "phạm trù" như là thuật ngữ cơ sở xuất phát từ Immanuel Kant.

## Các kiểu phạm trù trong triết học
- Các phạm trù của Aristotle[2]
- Các phạm trù của Immanuel Kant
- Các phạm trù của Georg Hegel

## Ứng dụng trong nghiên cứu
Phạm trù là khái niệm hàm chứa chung nhất, khó xác định trong khuôn khổ một lý thuyết nói riêng hay ngành khoa học nào đó nói chung. Phạm trù được xem là thành phần kết cấu của sơ đồ phạm trù xác định quy trình tư duy. Mỗi phạm trù nhờ khả năng giải mã cũng là yếu tố lưu giữ trạng thái quy trình. Phạm trù được dùng trong việc hệ thống hóa kiến thức qua quá trình nhận thức, trong đó chúng đóng vai trò ấn định tên cho đề mục. Cùng với những định nghĩa trên phạm trù còn được công nhận trong sự hình thành siêu ngôn ngữ mà thành phần của nó là các định nghĩa "lớp kiến thức". Phạm trù là đơn vị đặc biệt bảo đảm quá trình chuyển dịch kiến thức (knowledge transfer) trong nghiên cứu liên ngành. Phạm trù ghi giữ các lớp kiến thức, các giai đoạn và các yếu tố của quá trình nhận thức, vì thế nó thuộc về hệ thống quản lý kiến thức. Phạm trù cho phép liên hệ bất cứ kiến thức nào với triết học và ngược lại, liên hệ triết học đến bất kỳ lĩnh vực kiến thức nào. Tuy có sự chú ý đáng kể đối với phạm trù nhưng ứng dụng chúng vào quá trình nhận biết thế giới vẫn diễn ra ở mức cảm tính.